# 馬克姆 (伊利諾伊州摩根縣)
馬克姆（英語：Markham）是位於美國伊利諾伊州摩根縣的一個非建制地區。該地的面積和人口皆未知。

## 地理
馬克姆的座標為39°44′45″N 90°19′40″W / 39.74583°N 90.32778°W，而該地的平均海拔高度為181米（即594英尺）。